# The Secret Fate of All Life
"The Secret Fate of All Life" es el quinto episodio de la primera temporada de la serie de televisión de antología estadounidense de drama criminal True Detective. El episodio fue escrito por el creador de la serie Nic Pizzolatto y dirigido por el productor ejecutivo Cary Joji Fukunaga. Se transmitió por primera vez en HBO en Estados Unidos el 16 de febrero de 2014.
La temporada se centra en los detectives de homicidios de la Policía Estatal de Luisiana Rustin "Rust" Cohle (Matthew McConaughey) y Martin "Marty" Hart (Woody Harrelson), quienes investigan el asesinato de la prostituta Dora Lange en 1995. Diecisiete años después, deben revisar la investigación, junto con varios otros crímenes sin resolver. En este episodio, Cohle y Hart encuentran la ubicación de Reggie Ledoux y se proponen atraparlo. Los acontecimientos tienen graves repercusiones en sus carreras y en su vida personal.
De acuerdo con Nielsen Media Research, el episodio fue visto por aproximadamente 2,25 millones de espectadores domésticos y obtuvo una participación de rating de 0,9 entre los adultos de 18 a 49 años. El episodio recibió aclamación universal de la crítica, quienes elogiaron las actuaciones, la dirección, la escritura y el desarrollo de los personajes. Por el episodio, Nic Pizzolatto recibió una nominación a Mejor Guion de Serie Dramática en la 66.ª edición de los premios Primetime Emmy.

## Trama

### 2012
Rust (Matthew McConaughey) y Marty (Woody Harrelson) le cuentan por separado a Gilbough (Michael Potts) y Papania (Tory Kittles) sobre su papel en un tiroteo con Reggie Ledoux y su primo, alegando que se trataba de un tiroteo caótico en el que apenas lograron matar a ambos. En algún momento, Gilbough y Papania le cuentan a Rust sobre su papel en múltiples asesinatos, mostrando evidencia de su presencia. La muerte del reverendo Tuttle, que ocurrió poco después de que Rust regresara a Luisiana, también está generando sospechas, especialmente porque Rust no les permite inspeccionar una unidad de almacenamiento que guarda. Molesto por las acusaciones, Rust abandona su entrevista.
Basándose en su interrogatorio, Gilbough y Papania le dicen a Marty que Rust puede estar involucrado en los asesinatos, citando algunas coincidencias y una personalidad reservada, algo que Marty rechaza. Sin embargo, a medida que los detectives empiezan a acumular más escenarios posibles para Rust, Marty empieza a preguntarse sobre la idea.

### 1995
En un bar, Ginger (Joseph Sikora) organiza a Rust para que conozca a Dewall Ledoux (Ólafur Darri Ólafsson), primo de Ledoux y compañero de cocina de metanfetamina. Rust intenta que cambie de negocio, pero Dewall rechaza cooperar con Rust. Rust deja a Ginger atada en una zanja y se une a Marty para seguir el auto de DeWall hasta el complejo de Ledoux en el bosque.
Rust y Marty se infiltran en la casa, arrestan a Ledoux (Charles Halford) y lo llevan afuera. Mientras Rust sostiene a Dewall a punta de pistola, Marty inspecciona la casa y abre un remolque estacionado en la casa. Después de ver su contenido, sale y mata a Ledoux, quien se estaba burlando de Rust con conocimiento de "Carcosa". Dewall intenta escapar, pero Rust le dispara y accidentalmente pisa una mina terrestre, matándolo. El contenido del tráiler resulta ser dos niños, uno de los cuales ya estaba muerto, que fueron secuestrados y abusados en la casa. Rust y Marty luego comienzan a colocar evidencia en el área para que parezca que tuvo lugar un tiroteo y que le habían disparado a Ledoux en defensa propia. Luego abandonan el área con los niños cuando llegan las autoridades.
Rust y Marty son aclamados como héroes por los medios y sus propios colegas. Marty es ascendido a sargento detective mientras Rust recibe elogios. Los acontecimientos también ayudan a Marty con su matrimonio, y Maggie (Michelle Monaghan) ahora acepta dejarle pasar tiempo con sus hijas.

### 2002
Marty y Maggie están ahora en una mejor posición con su matrimonio y, a menudo, tienen citas dobles con Rust y su nueva novia, Laurie (Elizabeth Reaser). La reputación de Rust también mejora entre el departamento de policía por su capacidad para obtener confesiones de los sospechosos.
La relación de Marty con sus hijas también da un giro, cuando Audrey (Erin Moriarty) comienza a rebelarse contra sus padres. Finalmente, Audrey es arrestada por tener relaciones sexuales con dos niños adultos, un hecho que enfurece a Marty. Durante una discusión, Marty abofetea a Audrey, lo que provoca fricciones entre su familia.
Rust interroga a un sospechoso de asesinato llamado Guy Francis (Christopher Berry) y le saca una confesión. Desesperado, Francis exige un acuerdo de culpabilidad, afirmando que conoce al hombre que mató a Dora Lange y sugiriendo que Rust y Marty no lograron capturar al verdadero asesino. Rust rechaza sus afirmaciones hasta que Francis menciona El Rey Amarillo. Al darse cuenta de que Francis podría estar diciendo la verdad, Rust comienza a golpearlo y le exige que dé nombres. Otros agentes sujetan a Rust y lo sacan de la sala de interrogatorios. Al día siguiente, Rust y Marty regresan para obtener más detalles de Francis, pero descubren que se ha suicidado. Les dicen que Francis recibió una llamada de su abogado poco antes. Rust y Marty rastrean la llamada hasta un teléfono público en medio de la nada.
Rust visita el árbol donde encontraron muerta a Dora Lange, que ahora está adornado con esculturas de ramitas, similares a las encontradas en la casa de juegos de Marie Fontenot. Luego regresa a la Academia Light of the Way y encuentra imágenes macabras en las paredes y una letanía de esculturas de ramitas.

## Producción

### Desarrollo
En enero de 2014, el título del episodio se reveló como "The Secret Fate of All Life" y se anunció que el creador de la serie Nic Pizzolatto había escrito el episodio mientras que el productor ejecutivo Cary Joji Fukunaga lo había dirigido. Este fue el quinto crédito de escritura de Pizzolatto y el quinto crédito de dirección de Fukunaga.

## Recepción

### Audiencia
El episodio fue visto por 2,25 millones de espectadores, lo que le valió un 0,9 en la escala de rating de Nielson para el grupo demográfico de 18 a 49 años. Esto significa que el 0,9 por ciento de todos los hogares con televisores vieron el episodio. Esto representó un aumento del 13 % con respecto al episodio anterior, que fue visto por 1,99 millones de espectadores, con un 0,8 en el grupo demográfico de 18 a 49 años.

### Reseñas críticas
"The Secret Fate of All Life" recibió elogios universales. Jim Vejvoda de IGN le dio al episodio un "sorprendente" 9,7 sobre 10 y escribió en su veredicto: "El tiempo, el crimen, la verdad y las mentiras son parte del episodio tenso, espeluznante y revelador de esta semana de True Detective . La oscuridad interior de Cohle es el punto focal, aunque Hart ciertamente también se muestra. Nuestra confianza en ellos ahora está en duda, incluso cuando surgen preguntas sobre otros personajes y eventos".
Erik Adams de The AV Club le dio al episodio una calificación de "A" y escribió: "'The Secret Fate Of All Life' marca otro pináculo de audacia para True Detective, y es una audacia que tiene que dar paso a algunos contratiempos en el impulso. Los ecos de Twin Peaks van más allá de 'Lonely Souls'; en el espacio de 20 minutos, recorre todas las agonías, ataques y sobresaltos incómodos que vivieron David Lynch y Mark Frost después de revelar al asesino de Laura Palmer. Pero 'The Secret Fate Of All Life' también avanza con la fuerza del bravura final de la semana pasada, sus últimos 10 o 15 minutos impulsan el espectáculo con una determinación que Twin Peaks no encontró hasta que el Agente Cooper siguió a Windom Earle al bosque".  Britt Hayes de Screen Crush escribió: "Los minutos finales del episodio de la semana pasada fueron una hazaña técnica, sin duda, pero ver a Marty dispararle a LeDoux en la cabeza sin dudarlo después de ver algo impactante y misterioso fue un momento absolutamente asombroso. Cualquier cosa que pudieran mostrar en ese contenedor nunca sería tan horrible y de alguna manera superaría el horror de nuestra imaginación, lo cual es una hazaña técnica en sí misma". 
Alan Sepinwall de HitFix escribió: "He dicho en el pasado que Nic Pizzolatto parece más interesado en la historia de Cohle y Hart que en la historia de este caso. Pero a medida que nos acercamos cada vez más a la conclusión de esta temporada, la trama y la caracterización está empezando a equilibrarse. Es posible que no entendamos realmente quién mató a Dora Lange y por qué hasta que entendamos realmente a Rust y Marty y exactamente de qué son capaces.  Gwilym Mumford de The Guardian escribió: "Un cambio de ritmo y algo más en este episodio oscuro y trepidante. Pero, ¿de qué está hablando Rust?"  Sam Adams de IndieWire escribió: "Antes del estreno de True Detective de HBO, el escritor Nic Pizzolatto dijo a los entrevistadores: 'Los aspectos de un procedimiento policial no me interesan en absoluto y ciertamente no me interesan los asesinos en serie ni las historias de asesinos', lo que podría llevar a uno a preguntarse por qué escribiría un procedimiento policial sobre la búsqueda de un asesino en serie, pero con el quinto episodio, el programa y la investigación en torno a la cual se construye, están comenzando a girar en espiral hacia afuera, sugiriendo un universo o universos de posibilidades alternativas". 
Kenny Herzog de Vulture le dio al episodio una calificación perfecta de 5 estrellas sobre 5 y escribió: "Lo que sea que Pizzolatto y Fukunaga estén explorando en la fricción entre la justicia moderna, las relaciones personales y las verdades eónicas, se está resolviendo a través de una minuciosa metamorfosis narrativa. En 'Secret Fate of Life', la preparación da como resultado un cierre y un motivo de anticipación, lo que hace que la narrativa del episodio sea la cantidad justa para absorber."  Tony Sokol de Den of Geek le dio al episodio una calificación de 4,5 estrellas sobre 5 y escribió: "El tiempo es un círculo plano. Todo lo que hacemos o hemos hecho, lo haremos de nuevo. Esos niños que encontraron en el bosque, Cohle cree que van a revivir esa pesadilla una y otra vez en una especie de bucle místico. ¿Yo? Voy a ver el episodio de nuevo. ¿Quieres ver algo?  Shane Ryan de Paste le dio al episodio un 9,8 sobre 10 y escribió: "Estamos atrapados en una obra maestra, y 'The Secret [sic] Fate of All Life' fue para especular qué es la bellota para el roble; tanto fruto como semilla. En una hora sin aliento, fuimos testigos de la subversión de un drama estándar; primero el clímax, luego la resolución y luego el misterio. Fue una historia fascinante, unas imágenes hermosas y un horror filosófico". 

### Reconocimientos
Por el episodio, Nic Pizzolatto recibió una nominación a Mejor Guion de Serie Dramática en la 66.ª edición de los premios Primetime Emmy.